# Trioza nicaraguensis
Trioza nicaraguensis är en insektsart som beskrevs av Crawford 1911. Trioza nicaraguensis ingår i släktet Trioza och familjen spetsbladloppor. Inga underarter finns listade i Catalogue of Life.